# Big Fun
Big Fun war eine von 1989 bis 1994 existierende britische Boyband, die in den Anfangstagen als Schottlands Antwort auf Bros galt.

## Geschichte
Ursprünglich sollte im Frühjahr 1989 die Coverversion I Feel the Earth Move als erste Single erscheinen. Da die Sängerin Martika aber diesem Plan zuvorkam, wurde stattdessen Living for Your Love veröffentlicht – jedoch ohne nennenswerten Erfolg.
Danach kam es zur Zusammenarbeit mit dem Erfolgs-Produzenteam Stock Aitken Waterman, das den Titel Blame It on the Boogie, dessen Original von The Jacksons stammt, produzierte. Die Single erreichte Platz vier der britischen und Platz 15 der deutschen Charts. Knapp drei Monate später stand die Folgesingle Can’t Shake the Feeling auf Platz 8 der UK-Charts und auf Platz 41 der deutschen Hitparade.
Im selben Jahr nahm die Gruppe zusammen mit den anderen Pete-Waterman-Limited-Künstlern wie Kylie Minogue, Lisa Stansfield oder Jason Donovan am Benefizprojekt Band Aid II teil. Die zum Jahresende erschienene Single Do They Know It’s Christmas? wurde ein Nummer-eins-Hit in England.
Mit der im März 1990 erschienenen Single Handful of Promises verfehlte Big Fun nur knapp die britischen Top 20 (Platz 21). Ein Vierteljahr danach stand You’ve Got a Friend, ein Feature mit der Popsängerin Sonia, auf Platz 14 im Vereinigten Königreich. Dieses Lied war der einzige Charthit der Gruppe, der nicht auf dem im Mai 1990 erschienenen Album A Pocketful of Dreams, das Platz 7 in Großbritannien und Platz 39 in Deutschland erreichte, zu finden ist. Das im August als Single veröffentlichte Lied Hey There Lonely Girl war der letzte Charterfolg des Trios, kam allerdings nicht über Platz 62 der britischen Charts hinaus.
1994 versuchten Phil Creswick und Mark Gillespie ein Comeback als Big Fun II, jedoch ohne Jason Herbert. Die einzige Single aus dieser Zeit, Stomp, konnte sich nicht in den Charts platzieren, was die Trennung des Duos zur Folge hatte. Phil Creswick gründete mit Vince Clarke von Erasure die Gruppe Family Fantastic, die 2000 das Album Nice! auf den Markt brachte. Der darauf enthaltene Track Better Days stammt aus der Feder von Gillespie.

## Bandmitglieder
- Philip „Phil“ Creswick (* 12. Oktober 1965 in Charlwood, Surrey)
- Mark Gillespie (* 28. November 1966 in Elgin, Schottland)
- John Joseph „Jason“ Herbert (* 18. März 1967 in Coventry, Warwickshire; † 23. Januar 2019 in London[2])

## Diskografie

### Alben
| Jahr | Titel                 | Höchstplatzierung, Gesamtwochen, AuszeichnungChartplatzierungen (Jahr, Titel, Platzierungen, Wochen, Auszeichnungen, Anmerkungen) | Höchstplatzierung, Gesamtwochen, AuszeichnungChartplatzierungen (Jahr, Titel, Platzierungen, Wochen, Auszeichnungen, Anmerkungen) | Anmerkungen                                                                                                 |
| Jahr | Titel                 | DE | UK | Anmerkungen                                                                                                 |
| ---- | --------------------- | --- | --- | --- |
| 1990 | A Pocketful of Dreams | DE39 (10 Wo.)DE | UK7 Gold · (11 Wo.)UK | Erstveröffentlichung: April 1990 Produzenten: Pete Hammond, Phil Harding, Ian Curnow, Stock Aitken Waterman |

### Singles
| Jahr | Titel Album                                   | Höchstplatzierung, Gesamtwochen, AuszeichnungChartplatzierungen (Jahr, Titel, Album, Platzierungen, Wochen, Auszeichnungen, Anmerkungen) | Höchstplatzierung, Gesamtwochen, AuszeichnungChartplatzierungen (Jahr, Titel, Album, Platzierungen, Wochen, Auszeichnungen, Anmerkungen) | Anmerkungen                                                                                                   |
| Jahr | Titel Album                                   | DE | UK | Anmerkungen                                                                                                   |
| ---- | --------------------------------------------- | --- | --- | --- |
| 1989 | Blame It on the Boogie A Pocketful of Dreams  | DE15 (20 Wo.)DE | UK4 (11 Wo.)UK | Erstveröffentlichung: Juli 1989 Autoren: Dave Jackson, Mick Jackson, Elmar Krohn Original: Mick Jackson, 1978 |
| 1989 | Can’t Shake the Feeling A Pocketful of Dreams | DE41 (13 Wo.)DE | UK8 (9 Wo.)UK | Erstveröffentlichung: November 1989 Autoren: Stock Aitken Waterman                                            |
| 1990 | Handful of Promises A Pocketful of Dreams     | — | UK21 (6 Wo.)UK | Erstveröffentlichung: März 1990 Autoren: Stock Aitken Waterman                                                |
| 1990 | You’ve Got a Friend –                         | — | UK14 (6 Wo.)UK | Erstveröffentlichung: Juni 1990 mit Sonia / Saxophon: Gary Barnacle Autoren: Stock Aitken Waterman            |
| 1990 | Hey There Lonely Girl A Pocketful of Dreams   | — | UK62 (2 Wo.)UK | Erstveröffentlichung: Juli 1990 Autoren: Leon Carr, Earl Shuman Original: Ruby & the Romantics, 1963          |

Weitere Singles
- 1989: I Feel the Earth Move
- 1989: Living for Your Love
- 1993: Stomp (als Big Fun II)

### Videoalben
- 1990: A Pocketful of Dreams – The Video Hits

## Auszeichnungen für Musikverkäufe
| Platin-Schallplatte - Spanien - 1990: für die Single A Pocketful of Dreams |

Anmerkung: Auszeichnungen in Ländern aus den Charttabellen bzw. Chartboxen sind in ebendiesen zu finden.
| Land/RegionAuszeichnungen für Musikverkäufe (Land/Region, Auszeichnungen, Verkäufe, Quellen) | Gold  | Platin  | Verkäufe | Quellen       |
| -------------------------------------------------------------------------------------------- | ----- | ------- | -------- | ------------- |
| Spanien (Promusicae)                                                                         | —     | Platin1 | 100.000  | mediafire.com |
| Vereinigtes Königreich (BPI)                                                                 | Gold1 | —       | 100.000  | bpi.co.uk     |
| Insgesamt                                                                                    | Gold1 | Platin1 |          |               |